# Трем
Вижте пояснителната страница за други значения на Трем.
Трем (стари имена Хасанджа, Емир хан, Мирханлъ̀, Омранкьой) е село в Североизточна България. То се намира в община Хитрино, област Шумен.

## География
Селото е разположено в края на Самуиловските височини. В западната част на селото е вододела между Дунав и Черно море. В западната и северна част на селото се намират изворите на Провадийска река. В източната част на селото се намира пещерата Тремска дупка.

## Население
Численост на населението според преброяванията през годините:
| \| Година на преброяване \| Численост \| \| --------------------- \| --------- \| \| 1934 \| 1025 \| \| 1946 \| 1053 \| \| 1956 \| 1192 \| \| 1965 \| 1252 \| \| 1975 \| 1153 \| \| 1985 \| 871 \| \| 1992 \| 422 \| \| 2001 \| 327 \| \| 2011 \| 296 \| \| 2021 \| 288 \| |           |
| Година на преброяване | Численост |
| 1934 | 1025      |
| 1946 | 1053      |
| 1956 | 1192      |
| 1965 | 1252      |
| 1975 | 1153      |
| 1985 | 871       |
| 1992 | 422       |
| 2001 | 327       |
| 2011 | 296       |
| 2021 | 288       |

### Етнически състав

#### Преброяване на населението през 2011 г.
Численост и дял на етническите групи според преброяването на населението през 2011 г.:
|                     | Численост | Дял (в %) |
| Общо                | 296       | 100.00    |
| Българи             | ?         | ?         |
| Турци               | 156       | 52.70     |
| Цигани              | –         | –         |
| Други               | ?         | ?         |
| Не се самоопределят | ?         | ?         |
| Неотговорили        | 138       | 46.62     |

## Личности
- Хасан Ефраимов (р.1966) – съвременен български писател.
- Танер Сейдали (р. 1985) – Футболист. Дългогодишен капитан на ФК Устрем (Трем).

## Редовни събития
Традиционен събор с конни състезания и борби е всяка година в последната неделя на месец август.